# I-War (Atari Jaguar)
I-War (также известная как Netmar) — компьютерная игра, разработанная Imagitec Design для системы Atari Jaguar, выпущенная в 1995 году.
Игрок должен войти в виртуальный мир всемирной компьютерной сети с названием «I-Way» и бороться с компьютерными вирусами.
В этой 3D-видеоигре «виртуальной реальности» есть 21 уровень. Вражеские танки, башни и бомбардировщики препятствуют продвижению игрока вперед. Игроки могут выбирать между быстрым танком, средним танком или медленным танком — при использовании способности поглощения абсорбции к скорости передвигается быстрее, чем танк. Прогресс может быть сохранен в конце каждого уровня. Уровни аккуратно сортируются в закрытые камеры с односторонней телепортацией, чтобы избежать повторения уровней. Количество вражеских защитников автоматически увеличивается по мере прохождения каждого уровня. Бонусные раунды включают сбор данных, чтобы получить дополнительную жизнь.